# Cecília Supico Pinto
Cecília Maria de Castro Pereira de Carvalho Supico Pinto ComB · GOB (Lisboa, Mártires, 30 de mayo de 1921 — Cascais, 25 de mayo de 2011), conocida popularmente como Cilinha, fue la fundadora y presidenta del Movimiento Nacional Femenino, una asociación civil de mujeres que durante la guerra colonial portuguesa se encargó del apoyo material y moral al ejército de ultramar portugués. Era esposa de Luís Supico Pinto, exministro de Economía del régimen de Salazar.

## Familia
Pertenecía a una familia de origen noble. Era hija de Manuel António do Casal-Ribeiro de Carvalho (Lisboa, 2 de mayo de 1879-Lisboa, 10 de julio de 1958), sobrino paterno del Vizconde de Chanceleiros, nieto paterno del Barón de Chanceleiros y nieto materno del Conde de Casal Ribeiro, y su esposa Maria do Carmo van Zeller de Castro Pereira (Sintra, 14 de octubre de 1894-Lisboa, 14 de noviembre de 1981), tía materna de Francisco Pinto Balsemão y nieta paterna de D. Rodrigo Delfim Pereira.

## Biografía
Nació en Rua da Luta, en la parroquia de Mártires, en Lisboa. Fue la primera de cuatro hijas de una familia de la alta burguesía financiera. Estudió en la escuela de enfermería de San Vicente de Paúl.
Como creadora y presidenta del Movimiento Nacional Femenino, en 1961, alcanzó gran popularidad y considerable influencia política ante Oliveira Salazar y las élites del Estado Novo. Llevó a cabo visitas a las tropas en África y promovió múltiples iniciativas mediáticas para recaudar fondos.
El 21 de julio de 1966 fue nombrada Comendadora de la Orden del Mérito y el 5 de julio de 1968 fue elevada a Gran Oficial de la misma.
El Movimiento Nacional Femenino desapareció tras la Revolución de los Claveles y el subsecuente fin de la Guerra Colonial.
Su biografía fue publicada en enero de 2008 por Sílvia Espírito Santo, en Janeiro.

## Matrimonio
Se casó en Lisboa, en su casa, el 4 de abril de 1945 con Luís Supico Pinto, entonces Ministro de Economía, cpn quien no tuvo descendencia. Su padrino fue Pedro Teotónio Pereira . 